# Кошка (Хорватія)
45°33′ пн. ш. 18°17′ сх. д. / 45.55° пн. ш. 18.28° сх. д.
Кошка (хорв. Koška) – громада і населений пункт в Осієцько-Баранській жупанії Хорватії.

## Населення
Населення громади за даними перепису 2011 року становило 3 980 осіб. Населення самого поселення становило 1525 осіб.
Динаміка чисельності населення громади:
Динаміка чисельності населення центру громади:

## Населені пункти
Крім поселення Кошка, до громади також входять: 
- Андрієваць
- Вранимироваць
- Брезниця Нашицька
- Леденик
- Луг Суботицький
- Низа
- Норманці
- Орданя
- Тополине

## Клімат
Середня річна температура становить 11,06°C, середня максимальна – 25,51°C, а середня мінімальна – -6,19°C. Середня річна кількість опадів – 680 мм.
| Клімат поселення                              | Клімат поселення | Клімат поселення | Клімат поселення | Клімат поселення | Клімат поселення | Клімат поселення | Клімат поселення | Клімат поселення | Клімат поселення | Клімат поселення | Клімат поселення | Клімат поселення | Клімат поселення |
| Показник                                      | Січ.             | Лют.             | Бер.             | Квіт.            | Трав.            | Черв.            | Лип.             | Серп.            | Вер.             | Жовт.            | Лист.            | Груд.            |                  |
| Середній максимум, °C                         | 5,76             | 8,09             | 12,66            | 17,23            | 22,35            | 25,51            | 25,35            | 24,80            | 20,64            | 15,27            | 9,36             | 5,40             |                  |
| Середня температура, °C                       | −0,2             | 2,10             | 6,70             | 11,23            | 16,36            | 19,50            | 21,36            | 20,84            | 16,70            | 11,30            | 5,40             | 1,40             |                  |
| Середній мінімум, °C                          | −6,19            | −3,86            | 0,70             | 5,25             | 10,40            | 13,54            | 17,40            | 16,86            | 12,69            | 7,30             | 1,40             | −2,56            |                  |
| Норма опадів, мм                              | 43               | 39               | 40               | 52               | 65               | 87               | 63               | 61               | 51               | 59               | 67               | 53               |                  |
| Середньомісячна швидкість вітру, м/с          | 2.20             | 2.50             | 2.77             | 2.69             | 2.36             | 2.20             | 2.10             | 1.93             | 1.90             | 2.00             | 2.20             | 2.30             |                  |
| Середньомісячна сонячна радіація, кДж/м²·день | 4229             | 6939             | 10853            | 15353            | 19201            | 21445            | 22165            | 20241            | 14914            | 9269             | 4770             | 3530             |                  |
| --------------------------------------------- | ---------------- | ---------------- | ---------------- | ---------------- | ---------------- | ---------------- | ---------------- | ---------------- | ---------------- | ---------------- | ---------------- | ---------------- | ---------------- |
| Джерело:                                      |                  |                  |                  |                  |                  |                  |                  |                  |                  |                  |                  |                  |                  |